# Hinata Satō
Hinata Satō (佐藤日向, Satō Hinata, ou Satou Hinata) est une chanteuse et ex-idole japonaise au sein du groupe féminin Sakura Gakuin, née le 23 décembre 1998. Elle a notamment été membre des sous-groupes Twinklestars et Kagaku Kyumei Kiko LOGICA?. Elle est diplômée de tous ces groupes le 30 mars 2014.

## Biographie
À l'âge de 11 ans, elle intègre en avril 2010 le groupe de Sakura Gakuin et est l'un des membres originaux du groupe. Mais avant que Sakura Gakuin ne sorte des disques, Marina intègre son premier sous-groupe Twinklestars qui sort un premier disque en novembre 2010. Elle participe à d'autres sous-groupes tels que Pastel Wind (sur le thème du tennis) mais seulement au cours d'une performance solo du groupe. Elle entame en parallèle une carrière d'actrice en jouant dans un drama la même année.
Elle intègre notamment le sous-groupe Kagaku Kyumei Kiko LOGICA? (sur le thème de la science) avec Marina Horiuchi et Rinon Isono, au sein lequel elle adopte le surnom de Hi7TA ; ce trio sort son premier single en 2012. Elle sort avec Sakura Gakuin plusieurs singles et albums et donne quelques concerts.
En février 2014, Hinata Satō annonce sa remise de diplôme du groupe avec d'autres membres comme Raura Iida, Nene Sugisaki et Marina Horiuchi. Elle quitte le groupe de Sakura Gakuin et ses sous-groupes fin mars suivant, quelques jours après la sortie du quatrième album du groupe.

## Groupes
- Sakura Gakuin (2010-2014)
  - Twinklestars (2010-2014)
  - Pastel Wind (2013 ; seulement lors d'une performance solo du groupe)
  - Kagaku Kyumei Kiko LOGICA? (2012-2014)

## Discographie en groupe
Singles
| #                               | Date de sortie    | Titre du single          | Label             | Remarques         |                   |                   |                   |                   |
| Avec Twinklestars               | Avec Twinklestars | Avec Twinklestars        | Avec Twinklestars | Avec Twinklestars | Avec Twinklestars | Avec Twinklestars | Avec Twinklestars | Avec Twinklestars |
| ------------------------------- | ----------------- | ------------------------ | ----------------- | ----------------- | ----------------- | ----------------- | ----------------- | ----------------- |
| 1                               | 28 novembre 2010  | Dear Mr. Socrates        | Toy's Factory     |                   |                   |                   |                   |                   |
| 2                               | 6 juillet 2011    | Please! Please! Please!  | Toy's Factory     |                   |                   |                   |                   |                   |
| Avec Kagaku Kyumei Kiko Logica? |                   |                          |                   |                   |                   |                   |                   |                   |
| 1                               | 21 novembre 2012  | Science Girl▽Silence Boy | Toy's Factory     |                   |                   |                   |                   |                   |

### Avec Sakura Gakuin
| #             | Date de sortie   | Titre de l'album                        | Label                 | Remarques                |               |               |               |               |
| Albums studio | Albums studio    | Albums studio                           | Albums studio         | Albums studio            | Albums studio | Albums studio | Albums studio | Albums studio |
| ------------- | ---------------- | --------------------------------------- | --------------------- | ------------------------ | ------------- | ------------- | ------------- | ------------- |
| 1             | 27 avril 2011    | Sakura Gakuin 2010nendo ~message~       | Toys Factory          |                          |               |               |               |               |
| 2             | 21 mars 2012     | Sakura Gakuin 2011nendo ~FRIENDS~       | Universal Music Japan |                          |               |               |               |               |
| 3             | 13 mars 2013     | Sakura Gakuin 2012nendo ~My Generation~ | Universal Music Japan |                          |               |               |               |               |
| 4             | 12 mars 2014     | Sakura Gakuin 2013nendo ~Kizuna~        | Universal Music Japan | dernier album participé  |               |               |               |               |
| -             | 5 mai 2014       | Hōkago Anthology from Sakura Gakuin     | Universal Music Japan | compilation (apparition) |               |               |               |               |
| Singles       |                  |                                         |                       |                          |               |               |               |               |
| 1             | 8 décembre 2010  | Yume ni Mukatte / Hello! IVY            | Toys Factory          |                          |               |               |               |               |
| 2             | 21 décembre 2011 | Verishuvi                               | Universal Music Japan |                          |               |               |               |               |
| 3             | 15 février 2012  | Tabidachi no Hi ni                      | Universal Music Japan |                          |               |               |               |               |
| 4             | 5 septembre 2012 | Wonderful Journey                       | Universal Music Japan |                          |               |               |               |               |
| 5             | 27 février 2013  | My Graduation Toss                      | Universal Music Japan |                          |               |               |               |               |
| 6             | 9 octobre 2013   | Ganbare!!                               | Universal Music Japan |                          |               |               |               |               |
| 7             | 12 février 2014  | Jump Up ~Chiisana Yūki~                 | Universal Music Japan | dernier single participé |               |               |               |               |

## Filmographie
Drama
- 2010 - Hagane no Onna (dans le rôle d'Akari Satō)